# Catoxyethira graboensis
Catoxyethira graboensis is een schietmot uit de familie Hydroptilidae. De soort komt voor in het Afrotropisch gebied.